# Everybody goes -秩序のない現代にドロップキック-
『everybody goes -秩序のない現代にドロップキック-』（エヴリバディ・ゴーズ ちつじょのないげんだいにドロップキック）は、日本のバンド・Mr.Childrenによる7枚目のシングル。1994年12月12日にトイズファクトリーより発売された。

## 概要
前作『Tomorrow never knows』からわずか1ヶ月後のリリースで、Mr.Childrenのシングルでは前作との間隔が最も短い。アートディレクターは信藤三雄。

## チャート成績
4thシングル『CROSS ROAD』から4作連続となるミリオンセラーを達成した。初週で約37万枚、累計売上は124.0万枚。なお、本作発売の前週の1位は6thシングル『Tomorrow never knows』（2週連続、通算3週目）で、Mr.Childrenは本作と併せて3週連続でオリコンシングルチャート1位を獲得している。

## 収録曲
| 全作詞: 桜井和寿、全編曲: 小林武史 & Mr.Children。 |                                                                            |           |                    |      |
| #                                                  | タイトル                                                                   | 作詞      | 作曲               | 時間 |
| 1.                                                 | 「everybody goes -秩序のない現代にドロップキック-」                        | 桜井和寿  | 桜井和寿・小林武史 | 4:38 |
| 2.                                                 | 「クラスメイト」                                                           | 桜井和寿  | 桜井和寿           | 5:30 |
| 3.                                                 | 「everybody goes -秩序のない現代にドロップキック- (Instrumental Version)」 | 桜井和寿  | 桜井和寿・小林武史 | 4:35 |
| 合計時間:                                          | 合計時間:                                                                  | 合計時間: | 14:43              |      |

## 楽曲解説
1. everybody goes -秩序のない現代にドロップキック-
  - 小林武史と桜井和寿の間で浮かんだ「コンサートで盛り上がる新たな曲を作ろう」という構想を下に作られたアップテンポのロックナンバー[1]。社会風刺的な歌詞について桜井は小林よしのりの「ゴーマニズム宣言」に影響されたと語っている[2][3]。
  - 小林の提案したコード進行へ桜井がギターリフを作り始め、そこからアドリブでメロディーを乗せていき作られたという[1]。
  - 詞は『TOUR INNOCENT WORLD』の最中に移動中の車内などで作られたが、その過激さ故かMr.Childrenのシングルでは珍しくタイアップが付いていない[1]。桜井も「あの曲はどこの会社もタイアップについてくれなかった（笑）。もっとも、『社長の上に跨って』なんて歌詞じゃ、それも無理なんですけど…。試みはしたんですけどね」と語っている[2]。
  - 当初は前作『Tomorrow never knows』のカップリング候補だったが、あまりにも出来が良かったため、B面として出すのは勿体無いということで急遽シングルA面での発売となった[1][4]。
  - 作曲はシングルA面曲の中で唯一桜井と小林の共作名義となっており、 コーラスにakko（MY LITTLE LOVER）が参加している。
  - 間奏のギターソロは桜井によるもので、ほとんどのライブでは桜井が弾いているものの、時たま田原健一が弾くこともある[注 1]。
  - ベスト・アルバム『Mr.Children 1992-1995』及び配信版（本シングルと「BOLERO」収録のものを含む）では、副題の記号が異なり、「〜秩序のない現代にドロップキック〜」となっている。
  - 歌詞の中には当時のヒットチャートへの風刺として「退屈なヒットチャートにドロップキック」とあるため、1994年12月23日放送『ミュージックステーション』（テレビ朝日系）で初披露した際には、当該箇所[注 2]をカットして演奏した。
  - 『名もなき詩』などと同様、ミュージック・ビデオが制作されておらず、これは自身のシングルA面曲では初となる。
2. クラスメイト
  - 4thアルバム『Atomic Heart』からのシングルカット。

## テレビ出演
| 番組名                   | 日付           | 放送局     | 演奏曲 |
| ------------------------ | -------------- | ---------- | --- |
| ポップジャム             | 1994年12月12日 | NHK        | ラヴコネクション everybody goes -秩序のない現代にドロップキック-                                                                      |
| ミュージックステーション | 1994年12月23日 | テレビ朝日 | everybody goes -秩序のない現代にドロップキック-                                                                                       |
| HEY!HEY!HEY! MUSIC CHAMP | 1995年2月20日  | フジテレビ | CROSS ROAD 花はどこへ行った Tomorrow never knows everybody goes -秩序のない現代にドロップキック-                                      |
| FAN                      | 1995年6月9日   | 日本テレビ | CROSS ROAD everybody goes -秩序のない現代にドロップキック- フラジャイル 【es】 〜Theme of es〜                                        |
| HEY!HEY!HEY! MUSIC CHAMP | 1995年7月24日  | フジテレビ | Dance Dance Dance everybody goes -秩序のない現代にドロップキック- シーソーゲーム 〜勇敢な恋の歌〜                                     |
| HEY!HEY!HEY! MUSIC CHAMP | 1997年3月17日  | フジテレビ | Tomorrow never knows everybody goes -秩序のない現代にドロップキック- シーソーゲーム 〜勇敢な恋の歌〜 名もなき詩 Everything (It's you) |
| FAN                      | 1997年4月4日   | 日本テレビ | Everything (It's you) everybody goes -秩序のない現代にドロップキック- ALIVE                                                           |

## ライブ映像作品
everybody goes -秩序のない現代にドロップキック-
| 作品名                                                 |
| ------------------------------------------------------ |
| 【es】 Mr.Children in FILM                             |
| regress or progress '96-'97 tour final IN TOKYO DOME   |
| Mr.Children TOUR '99 DISCOVERY                         |
| Mr.Children Concert Tour Q 2000-2001                   |
| Mr.Children CONCERT TOUR POPSAURUS 2001                |
| Mr.Children Tour 2009 〜終末のコンフィデンスソングス〜 |
| Mr.Children Dome Tour 2019 Against All GRAVITY         |

クラスメイト

## 収録アルバム
- 『LAND IN ASIA』 (#1,#2)
- 『BOLERO』 (#1)
- 『Mr.Children 1992-1995』 (#1)
- 『Mr.Children 1992-2002 Thanksgiving 25』 (#1)
- 『Atomic Heart』 (#2)